# Acaronia
Acaronia is een geslacht van straalvinnige vissen uit de familie van de cichliden (Cichlidae).

## Soorten
- Acaronia nassa (Heckel, 1840)
- Acaronia vultuosa Kullander, 1989